# Gluema ivorensis
Espèce
Classification phylogénétique
Statut de conservation UICN

 VU  : Vulnérable
Gluema ivorensis est une espèce de plantes à fleurs du genre Gluema et de la famille des Sapotaceae.